# Манастир Котмеана
Манастир Котмеана се сматра најстаријим монашким огњиштем у Влашкој. Између 1387. и 1389. године ткзв. Мирча Велики је саградио зидну цркву посвећену Благовестима.
Цркву је 1711. обновио Константин Бранковеану.